# Solarussa
Solarussa (en sardo, lengua cooficial, Sabarussa) es un municipio situado en el territorio de la Provincia de Oristán, en Cerdeña (Italia).

## Demografía
| Gráfica de evolución demográfica de Solarussa entre 1861 y 2001 |
|                                                                 |
| Fuente ISTAT - elaboración gráfica de Wikipedia                 |